# Ispettorato nazionale del lavoro
L'Ispettorato nazionale del lavoro (INL) è un'agenzia del governo italiano, posta sotto la vigilanza del Ministero del lavoro e delle politiche sociali, che si occupa della tutela dei rapporti di lavoro e della salute e sicurezza sul lavoro.
Istituita durante il governo Renzi col decreto legislativo 14 settembre 2015, n. 149, costituisce l'evoluzione dell'ispettorato del lavoro creato all'inizio del XX secolo. L'attività e il funzionamento dell'agenzia sono regolati dal decreto istitutivo e dallo Statuto, emanato con il Decreto del Presidente della Repubblica 26 maggio 2016, n. 109. Operativo dal 1º gennaio 2017, ha sostituito la "direzione regionale del lavoro e la "direzione provinciale del lavoro".
All'inizio della propria attività, il personale impiegato, era pari a 6.357 unità divise in diverse qualifiche. Presso di essa operano gli ispettori di vigilanza ordinaria e gli ispettori vigilanza tecnica, salute e sicurezza cui si aggiungono circa 500 Carabinieri del Nucleo Tutela del Lavoro, di cui l'ente si avvale.

## Organizzazione
Attraverso apposita convenzione, al dicastero del lavoro spetta l'indicazione degli obiettivi anche numerici circa le ispezioni da effettuare o i settori, e il monitoraggio periodico sui risultati e sulla corretta gestione delle risorse finanziarie, fermo restando il controllo della Corte dei Conti. L'agenzia ha una propria autonomia organizzativa e contabile, così come tutte le agenzia istituite a norma dell'art. 8 del d.lgs. 30 luglio 1999, n. 300.
Gli organi dell'ispettorato sono previsti dall'art. 3 del d.lgs. 14 settembre 2015, n. 149 e sono:
- il direttore;
- il collegio dei revisori;
- il consiglio d'amministrazione.

L'art. 12 prevedeva provvisoriamente un "comitato operativo" nominato dal Ministero per un periodo non superire a tre anni per garantire la operatività progressiva del nuovo ente.

## Competenze e funzioni
Costituisce agenzia unica per le ispezioni del lavoro, ossia come soggetto pubblico che assume in sé tutte le funzioni di vigilanza sul lavoro, previdenza sociale, assicurativa e per la salute e sicurezza sui luoghi di lavoro, già esercitate dagli ispettori del Ministero del lavoro e delle politiche sociali, dell'INPS e dell'INAIL.
Le sue funzioni e attribuzioni sono quelle previste dall'articolo 2 del decreto legislativo 14 settembre 2015 n. 149. Inoltre, in base alle direttive emanate dal Ministero del lavoro e delle politiche sociali, l'Ispettorato esercita e coordina, sul territorio nazionale, la funzione di vigilanza in materia di lavoro, contribuzione, assicurazione obbligatoria e di legislazione sociale, compresa la vigilanza per la tutela della salute e sicurezza dei lavoratori (vigilanza tecnica), attribuita dalla legislazione anche al decreto legislativo 9 aprile 2008, n. 81. Le competenze relative alla vigilanza tecnica, sono disciplinate da varie norme e illustrate negli aspetti applicativi da circolari del Ministero del lavoro e della previdenza sociale. All'ispettorato competono, generalmente:
- gli accertamenti in materia di riconoscimento del diritto a prestazioni per infortuni sul lavoro e malattie professionali, occupandosi delle caratteristiche dei vari cicli produttivi al fine di poter stabilire l'applicazione della tariffa dei premi INAIL;
- l'emissione di circolari interpretative in materia ispettiva e sanzionatoria, nonché direttive operative rivolte al personale ispettivo, previo parere conforme del Ministero del Lavoro e delle Politiche sociali;
- l'elaborazione di proposte inerenti agli obiettivi quantitativi e qualitativi delle verifiche;
- l'attività di monitoraggio della realizzazione delle verifiche;
- formazione e aggiornamento del personale ispettivo, compreso quello di INPS e INAIL;
- iniziative e attività di prevenzione e promozione della legalità volte al contrasto del lavoro sommerso e irregolare;
- nel settore dei trasporti su strada, svolgimento e coordinamento delle attività di vigilanza sui rapporti di lavoro;
- l'esecuzione studi e l'effettuazione di analisi con riferimento ai fenomeni del lavoro sommerso e irregolare e alla mappatura dei rischi.

Si coordina con i servizi ispettivi delle ASL e delle Agenzie Regionali per la Protezione dell'Ambiente, e di altre amministrazioni eventualmente interessate al fine di assicurare l'uniformità di comportamento ed una maggiore efficacia degli accertamenti ispettivi, evitando la sovrapposizione degli interventi. Nella sua attività si avvale dell'Organismo indipendente di valutazione della performance e del Comitato unico di garanzia per le pari opportunità del Ministero del lavoro e delle politiche sociali.

## Ricorsi e vicende legali
I ricorsi avverso gli atti emessi dalla ispettorato del lavoro sono diversi a seconda dell'atto impugnato o dell'organo adito. In linea di massima essi sono suddivisibili in due ambiti:
- ricorsi amministrativi;
- ricorsi giurisdizionali.

### Ricorsi amministrativi
Sono regolati dall'art. 18, comma 1 e 2, della 24 novembre 1981, n. 689 e dagli artt. 16 e 17 del decreto legislativo 23 aprile 2004, n. 124.
Il ricorso ex art. 18 legge n. 689/1981 in realtà non è un vero ricorso, quanto piuttosto la semplice presentazione di scritti difensivi, la possibilità di essere sentiti, cosiddetta audizione, e la richiesta di riduzione al minimo delle sanzioni, concedibile solo se richiesta, a voce o per iscritto, dal trasgressore o suo delegato. Tali scritti, richieste e memorie vanno presentati entro 30 giorni dal ricevimento della notificazione di illecito di cui all'art. 14 legge n. 689/1981, mentre non va presentata a questo stadio della procedura nel caso di ricevimento di verbale contenente la vecchia diffida ex art. 13 D. Lgs. n. 124/2004.
Con l'entrata in vigore della legge 24 novembre 2010 n. 183 i due atti sono stati unificati, pertanto, i termini dipendono dagli allegati che il verbale di accertamento e notificazione contenga:
1. nel caso il verbale contenga la diffida cosiddetta "ad adempiere" (all. I A al verbale) i termini sono di 75 giorni dal ricevimento, ossia 30 giorni per adempiere, 15 giorni per pagare e ulteriori 30 giorni previsti dall'art. 18, comma 1, legge n. 689/1981, in quanto la diffida non ottemperata e non pagata si trasforma in notificazione di illecito ex art. 14 legge n. 689/1981;
2. nel caso in cui il verbale contenga la diffida cosiddetta "ora per allora" (all. I B), ossia l'ammissione diretta al pagamento per violazioni spontaneamente sanate, i termini sono di 45 giorni, ossia 15 giorni per pagare e gli ulteriori 30 giorni ex art. 18 legge n. 689/1981, come predetto;
3. nel caso, infine, che il verbale contenga la notificazione d'illecito (all. II), i termini sono di 30 giorni, come previsto dal predetto art. 18, comma 1, legge n. 689/1981. Da notare che la presenza dell'atto con il termine maggiore "assorbe" il termine minore, quindi se si ha un verbale con una "diffida ad adempiere" (all. I A) e una "notificazione" (all. II) il termine è di 75 giorni.

L'ispettorato territoriale del lavoro (ITL), attraverso il proprio ufficio legale, esamina le memorie, convoca le parti, se richiesto, e alla fine del procedimento emette il provvedimento finale: se l'accertamento appare fondato, emetterà ordinanza di ingiunzione che verrà notificata al trasgressore e all'eventuale obbligato in solido. Se l'accertamento non è fondato emetterà, invece, lordinanza di archiviazione. Nessuna comunicazione è prevista dalla legge in quest'ultimo caso. Da notare che il termine per emettere l'ordinanza è pari a 5 anni a far data dalla commissione dell'Illecito amministrativo.

### Ricorsi giurisdizionali
I ricorsi di tipo giurisdizionale sono previsti dagli artt. 16 e 17 del decreto legislativo 23 aprile 2004, n. 124. Si tratta in realtà di due diversi tipi di ricorsi: il primo è presentato entro 30 giorni presso la sde dell'"Ispettorato Interregionale del lavoro" (IIL) competente, fermo restando il ricorso ex art. 22 legge 24 novembre 1981, n. 689, ma può essere effettuato solo avverso le ordinanze ingiunzione. È un ricorso di tipo gerarchico sussunto sotto la disciplina generale prevista in tema di quelli amministrativi di cui al DPR 24 novembre 1971, n. 1199, ove non modificato dal d.lgs. 124/2004; il secondo è presentato presso il Comitato Interregionale per i Rapporti di Lavoro, costituito presso l'IIL, composto dal Direttore dell'IIL, dal Direttore regionale INPS e dal Direttore regionale INAIL.
Questo secondo ricorso è ammesso entro 30 giorni, sempre fermo restando il ricorso al giudice, sia avverso le ordinanze ingiunzione che avverso le notificazioni dell'illecito, e i nuovi verbali di accertamento e notificazione secondo la legge 4 novembre 2010, n. 183 emessi dagli ispettori del lavoro, nonché i verbali di accertamento INPS e INAIL (oltre agli altri enti previdenziali), ma solo per un unico motivo - pena l'inammissibilità - ossia per la sussistenza o la qualificazione del rapporto di lavoro. Non è ricorribile la vecchia diffida ex art. 13 D. Lgs. n.124/2004, ma come detto solo la notificazione ex art. 14 legge n. 689/1981 derivata dall'inottemperanza o mancato pagamento della diffida. La decisione viene emessa entro 90 giorni, decorsi i quali si intende respinto. Da notare che i termini per i ricorsi giurisdizionali ex artt. 22 ss. legge n. 689/1981 sono sospesi sino alla decisione dell'IIL o del predetto Comitato, o comunque per 90 giorni, decorsi i quali è possibile adire il giudice.
Il d.lgs. 1º settembre 2011 n. 150, in derogano in modo ampio quanto previsto dal codice di procedura civile italiano,  ha ricondotto il procedimento al "rito del lavoro". In particolare Il ricorso ex art. 6, comma 4, lett. a) e b), D. Lgs. n. 150/2011, deve essere presentato innanzi al giudice civile ordinario del tribunale del luogo in cui l'illecito amministrativo è stato commesso o accertato. Da notare che la competenza è del tribunale ordinario e non del giudice onorario di pace, in quanto competenza funzionale. Inoltre, trattandosi di sanzioni amministrative pecuniarie e non di contributi previdenziali omessi, ex art. 35, commi 7 e 3, legge n. 689/1981, la competenza non è del giudice del lavoro ma del giudice ordinario. Il ricorso deve essere presentato entro 30 giorni dal ricevimento dell'ordinanza ingiunzione della DTL, a pena di inammissibilità ex art. 6, comma 6, D. Lgs. n. 150/2011, e può essere richiesta la sospensione dell'esecuzione del provvedimento ai sensi dell'art. 5 d. Lgs. n. 150/2011, per gravi e circostanziate ragioni esplicitamente indicate nella motivazione. Tuttavia, in caso di pericolo imminente di un danno grave e irreparabile, la sospensione può essere disposta con decreto pronunciato fuori udienza; la sospensione diviene inefficace se non è confermata, entro la prima udienza successiva. Non può essere impugnata la notificazione d'illecito ex art. 14 legge n. 689/1981, poiché provvedimento non finale, che è invece l'ordinanza ingiunzione, né il verbale di diffida ex art. 13 D. Lgs. n. 124/2004, né il verbale di accertamento e notificazione ex lege n. 183/2010. Il ricorso può essere presentato personalmente senza l'assistenza di un avvocato, anche tramite posta ex art. 6, comma 6, D. Lgs. n. 150/2011. Il giudice ha gli ampi poteri d'ufficio del cosiddetto "rito del lavoro": può disporre di tutti i mezzi di prova che ritiene necessari, può disporre la citazione di testimoni anche senza la formulazione in capitoli, può modificare in tutto o in parte l'ordinanza o anche solo limitatamente all'entità della sanzione dovuta, ma non può mai essere inferiore al minimo edittale. Ai sensi dell'art. 6, comma 10, D. Lgs. n. 150/2011, se il ricorrente non si presenta alla prima udienza o se ritiene fondato l'accertamento, il giudice conferma l'ordinanza ingiunzione. Qualora invece non vi siano prove sufficienti della responsabilità dell'opponente il giudice accoglie il ricorso.
Contro la sentenza del Tribunale è ammesso appello presso la Corte d'appello competente, ed infine ricorso in Cassazione.
Nessun ricorso può essere presentato per le contravvenzioni, che sono reati, come quelle tipicamente accertate dagli ispettori tecnici. Eventualmente, può essere depositata presso la Procura della Repubblica competente, una memoria difensiva, ex art. 415-bis c.p.p.

## Articolazione territoriale
L'Ispettorato ha sede centrale a Roma, mentre a livello locale è prevista un'articolazione con un numero massimo di ottanta sedi periferiche, denominate "ispettorato interregionale del lavoro" (IIL) e "ispettorato territoriale del lavoro" (ITL).

### Sede centrale
Presso la direzione generale - con sede nella capitale italiana in Piazza della Repubblica, n.59 - sono costituite le seguenti "direzioni centrali":
- Vigilanza, affari legali e contenzioso
- Risorse umane, finanziarie e logistica
- Pianificazione strategica, organizzazione, tecnologie e innovazione
- Controlli, trasparenza e comunicazione.

Presso la sede centrale è stato inoltre istituito, il "Comando Carabinieri per la tutela del lavoro" alle dipendenze del Ministero del lavoro e delle politiche sociali. Il Direttore dell'Ispettorato ha il compito di dettare le linee di condotta e i programmi ispettivi periodici per l'attività di vigilanza svolta dall'Arma dei Carabinieri e il coordinamento con l'Ispettorato.

### Ispettorati Interregionali
Le sedi degli Ispettorati interregionali del lavoro (IIL) sono quattro:
- Milano, che sovraintende agli Ispettorati territoriali delle regioni Lombardia, Piemonte, Valle d'Aosta e Liguria;
- Venezia, che sovraintende agli Ispettorati territoriali delle regioni Veneto, Friuli Venezia Giulia, Emilia-Romagna e Marche;
- Roma, che sovraintende agli Ispettorati territoriali delle regioni Lazio, Toscana, Umbria, Abruzzo e Sardegna;
- Napoli, che sovraintende agli Ispettorati territoriali delle regioni Campania, Molise, Basilicata, Puglia e Calabria.

Nelle Regioni a statuto speciale del Trentino-Alto Adige e della Sicilia, non sono costituiti Ispettorati ai sensi del decreto legislativo 14 settembre 2015, n. 149, in quanto i relativi statuti attribuiscono la competenza in materia alle rispettive Regioni e Province autonome.

### Ispettorati territoriali
Le sedi degli Ispettorati territoriali del lavoro (ITL) sono settantaquattro e suddivise per regione:
- Abruzzo: L'Aquila, Chieti-Pescara, Teramo;
- Basilicata: Potenza-Matera;
- Calabria: Reggio di Calabria, Catanzaro, Cosenza, Crotone, Vibo Valentia;
- Campania: Napoli, Avellino, Benevento, Caserta, Salerno;
- Emilia-Romagna: Bologna, Ferrara-Rovigo (quest'ultima in realtà del Veneto), Modena, Parma-Reggio nell'Emilia, Piacenza, Ravenna-Forlì-Cesena, Rimini;
- Friuli-Venezia Giulia: Trieste-Gorizia, Udine-Pordenone;
- Lazio: Roma, Frosinone, Latina, Viterbo;
- Liguria: Genova, Imperia, La Spezia, Savona;
- Lombardia: Milano-Lodi (che comprende anche l'ambito provinciale di Monza e della Brianza), Bergamo, Brescia, Como-Lecco, Cremona, Mantova, Pavia, Sondrio, Varese;
- Marche: Ancona, Ascoli Piceno, Macerata, Pesaro-Urbino;
- Molise: Campobasso-Isernia;
- Piemonte: Torino, Biella-Vercelli, Asti-Alessandria, Cuneo, Novara-Verbania (quest'ultima provincia del Verbano-Cusio-Ossola);
- Puglia: Bari, Brindisi, Foggia, Lecce, Taranto;
- Sardegna: Cagliari-Oristano (comprendente anche la recente provincia del Sud Sardegna), Nuoro, Sassari[4].
- Toscana: Firenze, Livorno-Pisa, Lucca-Massa-Carrara, Siena, Arezzo, Grosseto, Prato-Pistoia;
- Umbria: Perugia, Terni-Rieti (quest'ultima provincia appartiene al Lazio);
- Valle d'Aosta: Aosta;
- Veneto: Venezia, Belluno, Padova, Treviso, Verona, Vicenza.